# Gare de Loos-lez-Lille
Ne doit pas être confondu avec Gare de Loos-en-Gohelle.
La gare de Loos-lez-Lille est une gare ferroviaire française de la ligne de Fives à Abbeville, située sur le territoire de la commune de Loos, dans le département du Nord, en région Hauts-de-France.
C'est une gare de la Société nationale des chemins de fer français (SNCF), desservie par des trains du réseau régional TER Hauts-de-France.

## Situation ferroviaire
Établie à 24 mètres d'altitude, la gare de Loos-lez-Lille est située au point kilométrique (PK) 8,527 de la ligne de Fives à Abbeville, entre les gares de Lille-CHR et d'Haubourdin.

## Histoire
La ligne ferroviaire entre Lille et Béthune est mise en service en 1865.
Durant la Première Guerre mondiale, une explosion réduit à néant la moitié du bâtiment voyageurs. Il sera reconstruit en complétant la partie restante.

## Service des voyageurs

### Accueil
Gare de la SNCF, elle dispose d'un bâtiment voyageurs, avec guichet, ouvert le lundi, le mardi et le jeudi, et fermé les mercredis, vendredis, samedis, dimanches et jours fériés.
La traversée des voies et le passage d'un quai à l'autre s'effectue par le passage à niveau routier.

### Desserte
Loos-lez-Lille est desservie par des trains régionaux du réseau TER Hauts-de-France, qui effectuent des missions entre les gares de Lille-Flandres et de Don - Sainghin, ou de Béthune ou de Lens.

### Intermodalité
Le stationnement des véhicules est possible sur la place située à proximité du bâtiment voyageurs. La gare est accessible via la Liane 2 dont l'arrêt est situé à 250 m au sud de la gare et via les lignes Liane 5, 10, 916 et 934 du réseau Ilévia dont l'arrêt est situé à 250 m au nord de la gare.

## Patrimoine ferroviaire
Le bâtiment voyageurs, datant du XIXe siècle, présente la double particularité de présenter, avant-guerre, une disposition qui s'écarte du plan standard et d'avoir été à moitié reconstruit après la Première Guerre mondiale.
Avant 1914, il présente une disposition proche des petites gares standard Nord mais s'écarte du plan-type car le corps de logis à étage (trois travées) est flanqué de deux ailes d'une travée, également à étage, alors que les gares standard possèdent des ailes sans étage. À Loos, une aile supplémentaire, sans étage, est disposée à gauche. Des pilastres délimitent la séparation entre les différentes ailes. Les murs latéraux de la partie à étage se singularisent également par rapport au plan standard : le pignon possède un œil-de-bœuf tandis qu'une grande fenêtre se situe au niveau du premier étage. Cette disposition pourrait résulter de l'agrandissement d'un bâtiment standard, par surhaussement des ailes.
Pendant la Première Guerre mondiale, la partie droite du bâtiment est complètement détruite (l'aile haute d'une travée ainsi qu'une des travées du corps de logis). La partie manquante du corps de logis fut reconstruite à peu près à l'identique tandis que l'aile manquante sera remplacée par une aile basse sans étage, identique à l'aile basse située du côté gauche. Malgré la disposition symétrique des ailes, la partie haute est asymétrique en raison de l'écart important entre les fenêtres, du côté gauche.
Le bâtiment a vu sa façades en briques rouges recouverte d'enduit, peut-être à l'occasion de sa reconstruction, et une porte de service se trouve, côté quai, entre l'aile basse reconstruite et le corps de logis.